# Cardillac-Syndrom
Das Cardillac-Syndrom ist ein in der Psychologie beschriebenes Verhaltensmuster, das dadurch gekennzeichnet ist, dass ein Künstler sich nicht von seinem Werk trennen kann. Der Begriff Cardillac-Syndrom ist ein Eponym, das sich von einer Kriminalnovelle von E. T. A. Hoffmann ableitet.

## Beschreibung
Für Künstler ist ihr Werk ein Teil ihrer eigenen Identität und Ausdruck ihrer Persönlichkeit. Viele Künstler müssen, um ihren Lebensunterhalt bestreiten zu können, ihre Werke verkaufen. Das heißt, sie müssen sich von ihren Werken trennen. Mit dem Verkauf geht für sie auch ein Teil ihrer Identität verloren. Manche Künstler sichern sich daher eine Vorkaufsoption, Rückkaufsrechte oder lassen sich das Recht einräumen, dass sie ihre Werke jederzeit besichtigen dürfen. Der Maler Arnulf Rainer beispielsweise behält sich das Recht vor, ein verkauftes Werk jederzeit aufsuchen und ändern zu dürfen.
Betroffen sind im Wesentlichen Kunsthandwerker und bildende Künstler, also Künstler, die körperlich-räumliche Gebilde schaffen.

## Namensherkunft
Der Begriff Cardillac-Syndrom leitet sich von der Kriminalnovelle Das Fräulein von Scuderi von E. T. A. Hoffmann aus dem Jahr 1819 ab. In diesem im Herbst 1680 handelnden ersten deutschen Kriminalroman kann sich ein Goldschmied mit dem Namen René Cardillac nie wirklich von seinen kunstvollen Schmuckstücken trennen. Bei ihm kommt noch hinzu, dass er es nicht ertragen kann, dass jemand anderes seinen Schmuck trägt. Um die Schmuckstücke wieder zu erlangen, begeht Cardillac bei ihren Besitzern Raubmorde. Am Ende gesteht er seine Taten, zeigt jedoch keinerlei Reue.